# Duele menos
Duele menos è una canzone della cantante portoricana Kany García.

## Composizione e ispirazione
La canzone Duele menos il primo singolo estratto dall'album En vivo, nonché l'unico inedito del live. Non è stato girato alcun video poiché il singolo è uscito solo in via promozionale.

## Video
Il video, diretto da Kelvin Rosa e prodotto da LabTwenty, è stato girato nel teatro Emilio S. Belaval dell'università Sacro Cuore di San Juna, in Porto Rico.

## Classifiche
La canzone ha raggiunto la posizione 40 della classifica Latin Pop Airplay, stilata da Billboard, negli Stati Uniti.